# Paul II Cheikho
Paul Cheikho (Alqosh, 19 novembre 1906 – Baghdad, 13 aprile 1989) è stato eparca di Aqra e Aleppo e patriarca della Chiesa caldea col nome di Paul II.

## Biografia
Nativo di Alqosh nel nord dell'Iraq, fu ordinato sacerdote a Mosul il 16 febbraio 1930. Ricevette l'ordinazione episcopale il 4 maggio 1947 e fu titolare delle sedi di Aqra in Iraq e di Aleppo in Siria. Il 13 dicembre 1958 fu eletto dal sinodo della Chiesa caldea quale nuovo patriarca di Babilonia dei Caldei, al posto del defunto Yosep VII Ghanima. Morì il 13 aprile 1989.

## Genealogia episcopale e successione apostolica
La genealogia episcopale è:
- Arcivescovo Yukhannan VIII Hormizd
- Vescovo Isaie Jesu-Yab-Jean Guriel
- Arcivescovo Augustin Hindi
- Patriarca Yosep VI Audo
- Patriarca Eliya XIV Abulyonan
- Patriarca Yosep Emmanuel II Thoma
- Arcivescovo Hormisdas Etienne Djibri
- Patriarca Paul II Cheikho

La successione apostolica è:
- Vescovo Stéphane Bello, O.A.O.C. (1960)
- Arcivescovo Emmanuel Daddi (1961)
- Vescovo Abdul-Ahad Sana (1961)
- Cardinale Emmanuel III Delly (1963)
- Arcivescovo Thomas Michel Bidawid (1966)
- Arcivescovo Gabriel Batta (1966)
- Arcivescovo Gabriel Koda (1966)
- Vescovo Curiacos Moussess (1968)
- Vescovo Joseph Babana (1968)
- Arcivescovo Stéphane Babeka (1969)
- Arcivescovo Samuel Chauriz, O.A.O.C. (1972)
- Vescovo Hanna Kello (1973)
- Vescovo Hanna Paulus Marcus (1973)
- Arcivescovo Paul Karatas (1977)
- Vescovo Abdul-Ahad Rabban, O.A.O.C. (1980)
- Vescovo Ephrem Bédé (1980)
- Arcivescovo Georges F. Garmou (1980)
- Arcivescovo Stéphane Katchou (1980)
- Vescovo Ibrahim Namo Ibrahim (1982)
- Arcivescovo Yousif Thomas (1984)
- Vescovo Youssef Ibrahim Sarraf (1984)